# Sidomakmur (Way Panji)
Sidomakmur is een bestuurslaag in het regentschap Lampung Selatan van de provincie Lampung, Indonesië. Sidomakmur telt 2.315 inwoners (volkstelling 2010).